# إلى الأبد (فلم)
إلى الأبد هو فيلم مصري تم إنتاجه عام 1941، إخراج كمال سليم و بطولة فاطمة رشدي، سليمان نجيب وراقية إبراهيم.

## فريق العمل
إخراج: كمال سليم
تأليف:
- كمال سليم
- سليمان نجيب
- بديع خيري

بطولة:
- فاطمة رشدي
- سليمان نجيب
- راقية إبراهيم
- زوزو حمدي الحكيم
- ماري منيب
- عباس فارس
- فردوس محمد
- زكي رستم
- عبد العزيز خليل